# Liste des écoles d'architecture
Cet article dresse une liste des écoles d'architecture à travers le monde.

## Afrique
Cameroun
ESSACA (École Supérieure Spéciale D’architecture du CAmeroun ) - Première école d’architecture au Cameroun, dont le siège est à Yaoundé. En 2015, elle voit sa première cuvée d’architectes diplômés de laquelle est issu l’architecte Jean-Paul Ndongo. 
Bénin
Département de la Ville et de l'Environnement Ecole Nationale Supérieure des Travaux Publics (ENSTP) - Université Nationale des Sciences, Technologies, Ingénierie et Mathématiques, Abomey

### Algérie
- École polytechnique d'architecture et d'urbanisme - Hocine Aït Ahmed (EPAU), Alger
- Département d'architecture et d'urbanisme de l'université d'Alger I - Benyoucef Benkheda (DAA) , Alger
- Institut d'architecture et d'urbanisme de l'université Saad Dahlab, Blida
- Département d'architecture de l'université Hassiba Ben Bouali, Chlef.
- Institut d'architecture et d'urbanisme de l'université Mentouri, Constantine
- Institut d'Architecture et science de la terre de l'université Ferhat Abbes, Setif
- Département d'architecture de l'université Badji Mokhtar, Annaba.
- Département d'architecture de l'université Mohamed Boudiaf USTO, Oran
- Département d'architecture de l'université Mouloud Mammeri, Tizi Ouzou
- Département d'architecture de l'université Mohamed Khider, Biskra
- Département d'architecture de l'université Abou Bekr Belkaid, Tlemcen
- Département d'architecture de l'université Abdelhamid Ibn Badis, Mostaganem
- Département d'architecture de l'université EL HADJ Lakhdhar, Batna
- Département d'architecture de l'université Amar Thledji, Laghouat
- Département d'architecture de l'université Laarbi Tebessi, Tebessa
- Département d'architecture de l'université de Béchar, Béchar
- Département d'architecture de l'université Mohamed Sedik Ben Yahia, Jijel.
- Département d'architecture de l'université abderrahmane Mira, Béjaia
- Département d'architecture de l'université 8 MAI 1945, Guelma
- Département d'architecture de l'université Larbi Ben M'hidi, Oum-El-Bouaghi

### Côte d'Ivoire
- École d'Architecture d'Abidjan(EAA), établissement d'enseignement supérieur privé initié par le Conseil National de l'Ordre des Architectes de Côte d'Ivoire et placé sous la tutelle du ministère de l'Éducation Nationale, de l'Enseignement Technique et de la Formation Professionnelle de Côte d'Ivoire. Abidjan, Côte d'Ivoire
- Université de Bondoukou

### Maroc
- L'École Nationale d'Architecture, établissement d'enseignement supérieur public placé sous la tutelle du ministère de l'Habitat, de l'Urbanisme et de l'Aménagement de l'espace ; elle est composée de cinq centres de formation :
  - École nationale d'architecture de Rabat (centrale) ;
  - École nationale d'architecture de Fès ;
  - École nationale d'architecture de Tétouan  ;
  - École nationale d'architecture de Marrakech  ;
  - École nationale d'architecture de Agadir .

- L'École d'Architecture de Casablanca, établissement d'enseignement supérieur privé accrédité par le Ministère de l'Éducation nationale, de l'Enseignement supérieur, de la Formation des cadres et de la Recherche scientifique.
- L'Ecole d'Architecture de Rabat , intégrée au sein de l'Université Internationale de Rabat (UIR) , établissement d'enseignement supérieur privé accrédité par le Ministère de l'Éducation nationale, de l'Enseignement supérieur, de la Formation des cadres et de la Recherche scientifique.
- La School of Architecture, Planning & Design (SAP+D), intégrée au sein de l'Université Mohammed VI Polytechnique, établissement d'enseignement supérieur privé accrédité par le Ministère de l'Éducation nationale, de l'Enseignement supérieur, de la Formation des cadres et de la Recherche scientifique.
- université euroméditerranée de fes

### Tunisie
- École nationale d'architecture et d'urbanisme (ENAU), Sidi Bou Saïd, Tunis
- Université libre de tunis (ULT), groupe bouebedeli khardine becha, tunis
- Université privée Tunis Carthage (UTC), Carthage School of Science and Engineering, Department of Architecture, La Soukra, Tunis(Ariana)
- Université Ibn Khaldoun (UIK), École Supérieure d'Architecture et des Beaux Arts, Chotrana, La Soukra, Ariana.
- École Supérieure d'Architecture, d'Audiovisuel et de Design (ESAD), El Omrane, Tunis.
- École Polytechnique Internationale Privée de Tunis (PI), Rue du Lac d'Annecy Les Berges du Lac Tunis
- Institut International de Technologie (IIT) , Sfax, Rte M'harza
- École Polytechnique de Sousse (EPS) , Sahloul Sousse

### République démocratique du Congo
- Institut Supérieure d'Architecture Et d'Urbanisme (I.S.A.U), Gombe, Kinshasa
- Université Catholique de Bukavu (UCB), Bukavu, Sud-Kivu
- Université Panafricaine du Congo (U.PA.C), Mongafula, Kinshasa
- Université de Lubumbashi, (UNILU)
- Académie des Beaux Arts (A.B.A), Gombe, Kinshasa
- Université Kongo (U.K), Mbanza-Ngungu, Kongo Central
- Université Nouveaux Horizons (U.N.H), je Lubumbashi, Haut Katanga
- Université de Notre-Dame du Kasai (U.KA), Kananga, Kasai Central
- Institut national des bâtiments et travaux publics (INBTP) de Ngaliema

- Université Protestante de Lubumbashi (U.P.L),Lubumbashi, Haut Katanga

- American University of Kinshasa (A.U.K) ,Kinshasa/Gombe.
- Université des hautes technologies des grands-lacs UHTGL/GOMA en ville de Goma.

### Sénégal
- Collège Universitaire d'Architecture de Dakar(CUAD)
- Institut Polytechnique Panafricain(IPP)

### Mali
- École supérieure d'ingénierie, d'architecture et d'urbanisme  (ESIAU), Bamako
- École nationale d'ingénieurs Abderhamane Baba Touré (ENI-ABT), Bamako

### Togo
- École africaine des métiers de l'architecture et de l'urbanisme (EAMAU), Lomé : école Inter-États regroupant 14 pays francophones d'Afrique de l'Ouest et du Centre : Bénin, Burkina Faso, Cameroun, Centrafrique, Côte d'Ivoire, Congo, Gabon, Guinée-Bissau, Guinée équatoriale, Mali, Niger, Sénégal, Tchad, Togo

### Cameroun
- École Nationale Supérieure des Travaux Publics de Yaoundé (ENSTP) - Département d'Architecture.
- École supérieure spéciale d'architecture du Cameroun ;
- Université de Dschang : Institut des beaux-arts de Foumban ( IBAF )- Département d'architecture et art de l'ingénieur ;
- Université de Douala : Institut des beaux-arts - École d'architecture et d'urbanisme ;
- Université de Maroua : école polytechnique de Maroua avant Institut Supérieure du Sahel-Département de Génie civil et Architecture;

## Amérique du Nord

### Canada

#### Colombie-Britannique
- École d'architecture et paysagisme, Université de la Colombie-Britannique

#### Alberta
- Faculty of Environmental Design, University of Calgary

#### Manitoba
- Faculty of Architecture at University of Manitoba

#### Ontario
- Department of Architectural Science at Ryerson University
- Carleton University School of Architecture
- Waterloo University School of Architecture
- Faculty of Architecture Landscape and Design at University of Toronto

#### Québec
- École d'architecture Université Laval
- École d'architecture Université McGill
- École d'architecture Université de Montréal

#### Nouvelle-Écosse
- Faculty of Architecture and Planning Dalhousie University

### États-Unis
- Harvard Graduate School of Design ;
- Cal Poly, San Luis Obispo, College of Architecture and Environmental Design ;
- Université de Cincinnati, Design, Architecture, Art and Planning ;
- Université Cornell, College of Architecture, Art and Planning ;
- Yale, School of Architecture ;
- Université du Texas à Austin, School of Architecture ;
- Université d'État du Kansas, College of Architecture, Planning and Design ;
- Université du Michigan, TAUBMAN COLLEGE Architecture and Urban Planning ;
- Université de Pennsylvanie, School of Design ;
- Université Columbia, New York, Graduate School of Architecture, Planning and Preservation;
- Université de Syracuse, Syracuse (New York), Syracuse University School of Architecture;
- Florida International University, Miami, FIU School of Architecture.

### Cuba
- Instituto Superior Politécnico José Antonio Echeverría CUJAE

### Mexique
- Universidad de Guadalajara, Centro universitario de arte arquitectura y diseño (CUAAD) - Guadalajara.
- Escuela Superior de Arquitectura - ESArq, Guadalajara.
- Universidad Nacional Autonoma de Mexico (UNAM) - Facultad de arquitectura - Mexico
- Benemérita Universidad Autónoma de Puebla - Facultad de Arquitectura - Puebla
- Universitad autonoma de Nuevo Leon, Facultad de Arquitectura - Monterrey
- Instituto Tecnológico y de Estudios Superiores de Monterrey, ITESM - Monterrey, Guadalajara, Queretaro, etc.
- Instituto Tecnologico de Estudios Superiores de Occidente, ITESO - Guadalajara.
- Instituto Politecnico Nacional (IPN) - Escuela Superior de Ingenieria y Arquitectura, Tecamachalco - México
- Iberoamericana - Mexico City.
- UNIVA - Guadalajara.
- UMM - Universidad Metropolitana de Monterrey - Monterrey NL.

## Amérique du Sud

### Argentine
- Universidad de Belgrano, Facultad de Arquitectura y Urbanismo
- Université de Buenos Aires, Facultad de Arquitectura, Diseño y Urbanismo
- Universidad de Palermo, Facultad de Arquitectura
- Université nationale de La Plata, Facultad de Arquitectura y Urbanismo
- Universidad de Rosario, Facultad de Arquitectura, Planeamiento y Diseño
- Universidad de Flores, Facultad de Planeamiento Socio-ambiental

### Chili
- Universidad Arturo Prat, Escuela de Arquitectura
- Pontificia Universidad Católica de Chile, Facultad de Arquitectura, Diseño y Estudios Urbanos
- Universidad de Chile, Facultad de Arquitectura y Urbanismo
- Pontificia Universidad Católica de Valparaíso, Escuela de Arquitectura y Diseño
- Universidad Técnica Federico Santa María, Departamento de Arquitectura
- Universidad Católica del Norte, Escuela de Arquitectura
- Université Diego-Portales, Facultad de Arquitectura, Arte y Diseño

### Pérou
- Universidad Peruana de Ciencias Aplicadas, Facultad de Arquitectura, Lima
- Pontificia Universidad Católica del Perú, Facultad de Arquitectura y Urbanismo, Lima
- Universidad Ricardo Palma, Facultad de Arquitectura y Urbanismo, Lima
- Universidad Nacional de Ingeniería, Facultad de Arquitectura, Urbanismo y Artes, Lima
- Universidad de San Martín de Porres. Facultad de ingeniería y Arquitectura, Lima
- Universidad Nacional Federico Villareal. Facultad de Arquitectura y urbanismo, Lima
- Universidad Nacional de San Agustín. Facultad de Arquitectura y Urbanismo, Arequipa
- Universidad Nacional de Piura. Facultad de Arquitectura, Piura
- Universidad Nacional de San Antonio Abad del Cusco. Facultad de Arquitectura y Artes Plásticas, Cusco

### Colombie
- Universidad del Valle, Facultad de Artes Integradas, Escuela de Arquitectura. Cali, Colombie.
- Universidad San Buenaventura, Facultad de Arquitectura, Cali
- Pontificia Universidad Javeriana. Facultad de Arquitectura. Bogotá, Colombia.
- Universidad de los Andes. Facultad de Arquitectura. Bogotá, Colombie.
- Universidad Nacional de Colombia, Escuela de Arquitectura y urbanismo. Bogotá, Colombie

### Brésil
- Universidade de São Paulo (université de São Paulo), Faculdade de Arquitetura e Urbanismo
- Université fédérale de Rio de Janeiro, Faculdade de Arquitetura e Urbanismo
- Universidade Federal de Minas Gerais (université fédérale de Minas Gerais), Escola de Arquitetura
- Universidade Federal do Ceará (université fédérale de Ceará), Centro de Tecnologia, Faculdade de Arquitetura e Urbanismo
- Universidade Presbiteriana Mackenzie (université presbytérienne Mackenzie, São Paulo), Faculdade de Arquitetura e Urbanismo
- Universidade de Fortaleza (université de Fortaleza), Centro de Ciências Tecnológicas, Faculdade de Arquitetura e Urbanismo
- Universidade Belas Artes (université des Beaux Arts, São Paulo), Faculdade de Arquitetura e Urbanismo
- Escola da Cidade, São Paulo, Faculdade de Arquitetura e Urbanismo

Universidade Federal de Santa Catarina (université fédérale de Santa Catarina), Centro de Tecnologia, Faculdade de Arquitetura e Urbanismo

### Venezuela
- Universidad Central de Venezuela, Faculdad de Arquitetura y Urbanismo
- Universidad Simon Bolivar, Facultad de Arquitectura
- Universidad de Los Andes, Factultad de Arquitectura y Diseño
- Universidad de Oriente, Departamento de Arquitectura

## Moyen-Orient

### Liban
- Lebanese American University (LAU) - SArD, School Of Architecture & Design)
- Université libanaise - Institut des beaux-arts
- Université Saint-Esprit de Kaslik (USEK) - Faculté des beaux-arts et des arts appliqués
- Académie libanaise des beaux-arts (ALBA)
- Université américaine de Beyrouth (AUB)
- Beirut Arab University

## Asie

### Chine/Hong Kong
- University of Hong Kong Department of Architecture
- The Chinese University of Hong Kong Department of Architecture
- University of Tongji (Shanghai) Department of Architecture
- Qingdao Technological University - Department of Architecture

### Inde
- Centre for Environmental Planning and Technology

### Japon
- University of Tokyo Department of Urban Engineering Urban Design Laboratory
- Kyoto University Department of Architecture and Architectural Systems
- Kyoto Institute of Technology, Department of Architecture
- Hokkaido Tokai University Department of Architecture
- KitaKyushu University, Faculty of environmental engineering, Department of Architecture

## Europe

### Allemagne
- RWTH Aachen - Aix-la-Chapelle
- Université technique de Berlin (Institut d'architecture) - Berlin
- Université des arts de Berlin - Berlin
- Hochschule Bremen, School of Architecture
- Université de Karlsruhe - Karlsruhe
- Université technique de Munich - Munich
- Université de Stuttgart - Stuttgart
- Bauhaus-Universität - Weimar
- Universität Hannover - Fakultät für Architektur und Landschaft - Hanovre
- Brandenburgische Technische Universität Cottbus- Cottbus
- Fachhochschule Düsseldorf - University of Applied Sciences - FH Düsseldorf
- Université technique Carolo-Wilhelmina de Brunswick - Brunswick
- Hochschule Weihenstephan-Triesdorf - Freising
- Hochschule Nürtingen-Geislingen - Nürtingen

### Autriche
- Université technique de Vienne
- Université technique de Graz Technische Universität Graz

### Belgique

#### Enseignement en français, organisé par laFédération Wallonie-Bruxelles

##### Architecture
- Université catholique de Louvain (UCLouvain), Bruxelles, Tournai et Louvain-la-Neuve
  - Faculté d'architecture, d'ingénierie architecturale, d'urbanisme (LOCI) : architecte
  - Faculté d'architecture, d'ingénierie architecturale, d'urbanisme (LOCI) & École polytechnique de Louvain : ingénieur civil architecte
- Université libre de Bruxelles (ULB), Bruxelles
  - Faculté d'architecture La Cambre-Horta : architecte
  - École polytechnique de Bruxelles : ingénieur civil architecte

- Université de Liège (ULiège), Liège
  - Faculté d'architecture : architecte
  - Faculté des sciences appliquées : ingénieur civil architecte
- Université de Mons (UMons), Mons et Charleroi
  - Faculté d'architecture et d'urbanisme : architecte
  - Faculté polytechnique : ingénieur civil architecte

##### Architecture d'intérieur
- Académie royale des beaux-arts (Bruxelles)
- ENSAV La Cambre (Bruxelles)
- École supérieure des arts Saint-Luc (Bruxelles)
- École supérieure des arts Saint-Luc de Liège (Liège)
- Arts² (Mons)

#### Enseignement ennéerlandais, organisé par laCommunauté flamande
- Université d'Anvers (UAntwerpen), Anvers
  - Faculteit Ontwerpwetenschappen (Faculté des sciences graphiques) : architecte
- Université catholique néerlandophone de Louvain (KU Leuven), Schaerbeek, Gand et Louvain
  - Faculté d'architecture : architecte
  - Faculté des sciences de l'ingénieur : ingénieur civil architecte
- Provinciale Hogeschool Limbourg (PHL)
- Université de Gand (UGent), Gand : ingénieur civil architecte
- Université libre néerlandophone de Bruxelles (VUB) : ingénieur civil architecte

### Danemark
- Det Kongelige Danske Kunstakademi - Kunstakademiets Arkitektskole
- Arkitektskolen Aarhus

### Espagne
- Universidad CEU Cardenal Herrera de Valencia, Escuela Superior de Enseñanzas Técnicas
- Escuela Técnica Superior de Alcalá de Henares
- Escuela Técnica Superior de Alicante
- Escola Tècnica Superior d'Arquitectura de Barcelona
- Escuela Técnica Superior de Cartagena
- Escuela Técnica Superior de La Coruña
- Escuela Técnica Superior de Girona
- Escuela Técnica Superior de Arquitectura de Granada Grenade
- École technique supérieure d'architecture de Madrid
- IE School of Architecture (Madrid-Ségovie)
- Escuela Técnica Superior de Málaga
- Escuela Técnica Superior de Arquitectura de la Universidad de Navarra Pampelune
- Escuela Técnica Superior de Las Palmas de Gran Canaria
- Escuela Técnica Superior de Reus
- Escuela Técnica Superior de San Sebastian
- Université de Saragosse
- Escuela Técnica Superior de Sevilla
- Universitat Politécnica de Valencia
- Escuela Técnica Superior de Valladolid
- Escola Tècnica Superior d'Arquitectura del Vallès, Barcelone

### France
Vingt écoles nationales supérieures d'architecture : voir l’annexe du décret no 78-266 du 8 mars 1978 fixant le régime administratif et financier des écoles nationales supérieures d'architecture. (Version consolidée au 1er janvier 2013)	

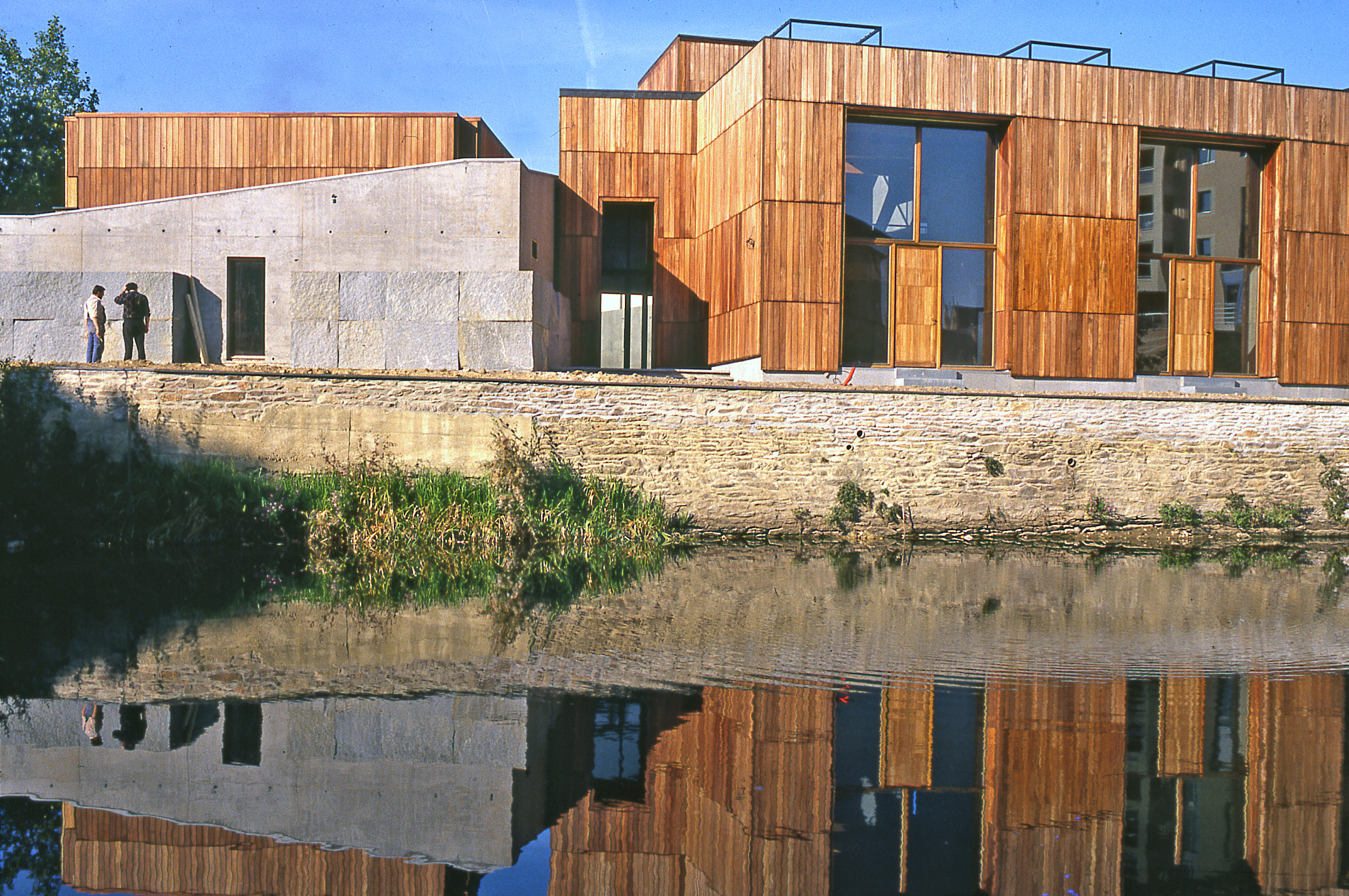
l'ENSAB de Rennes

- école nationale supérieure d'architecture et de paysage de Bordeaux
- école nationale supérieure d'architecture de Bretagne (à Rennes)
- école nationale supérieure d'architecture de Clermont-Ferrand
- école nationale supérieure d'architecture de Grenoble
- école nationale supérieure d'architecture et de paysage de Lille
- école nationale supérieure d'architecture de Lyon
- école nationale supérieure d'architecture de la ville et des territoires à Marne-la-Vallée
- école nationale supérieure d’architecture de Marseille-Luminy
- école nationale supérieure d'architecture de Montpellier
- école nationale supérieure d'architecture de Nancy
- école nationale supérieure d'architecture de Nantes
- école nationale supérieure d'architecture de Normandie (à Darnétal)
- école nationale supérieure d'architecture de Paris-Belleville
- école nationale supérieure d'architecture de Paris-La Villette
- école nationale supérieure d'architecture de Paris-Malaquais
- école nationale supérieure d'architecture de Paris-Val de Seine
- école nationale supérieure d'architecture de Saint-Étienne
- école nationale supérieure d'architecture de Strasbourg
- école nationale supérieure d'architecture de Toulouse
- école nationale supérieure d'architecture de Versailles

Deux écoles supérieures habilitées à délivrer des diplômes d'architecture :
- École spéciale d'architecture (école privée à Paris)
- Institut national des sciences appliquées de Strasbourg (INSA)

Une école supérieure habilitée à délivrer le diplôme du RIBA, titre pas encore reconnu en France :
- CONFLUENCE Institute for Innovation and Creative Strategies in Architecture (école privée à Paris)

Une école supérieure du patrimoine pour les architectes déjà diplômés :
- École de Chaillot (Paris)

### Grèce
- Université polytechnique nationale d'Athènes
- Université Aristote de Thessalonique
- Université de Patras
- Université de Thessalie, Volos
- Université technique de Crète, La Canée
- Université Démocrite de Thrace, Xánthi

### Italie
- Università degli Studi di Roma "La Sapienza" - Rome
- Università degli Studi di Parma  Parme
- Politecnico di Bari - Bari
- Politecnico di Milano - Milan
- Politecnico di Torino - Turin
- Scuola Politecnica - Università degli Studi di Palermo
- Università degli Studi di Bologna "Aldo Rossi" a Cesena - Cesena
- Università degli Studi di Cagliari - Cagliari
- Università di Camerino - Scuola di Architettura e Design "Eduardo Vittoria" ad Ascoli Piceno -  Ascoli Piceno
- Università degli Studi di Catania - Syracuse
- Università degli Studi di Firenze - Florence
- Università degli Studi di Genova - Gênes
- Università degli Studi di Padova - Faculté d'Ingénierie - Padoue
- Università degli Studi "Federico II" di Napoli - Naples
- Università IUAV di Venezia - Venise

### Portugal
- EAUM - Escola de Arquitectura da Universidade do Minho
- Escola Superior Artística do Porto
- Universidade do Porto - Faculdade de Arquitectura
- Universidade Católica Portuguesa - New School of Viseu
- Universidade de Coimbra - Departamento de Arquitectura
- Universidade Técnica de Lisboa - Faculdade de Arquitectura
- ISCTE-IUL

### République tchèque
- ARCHIP, Architectural Institute in Prague, Prague
- Université technique de Prague, Faculté d'architecture, Prague
- Université technique de Brno, Faculté d'architecture, Brno,
- Université technique de Liberec, Faculté d'architecture, Liberec,

### Royaume-Uni
- AA School of Architecture
- Cardiff University - Welsh School of Architecture
- Edinburgh College of Art School of Architecture
- Glasgow School of Art - Mackintosh School of Architecture
- Kingston University School of Architecture and Landscape
- London Metropolitan University - Department of Architecture and Spatial Design
- Manchester School of Architecture
- Newcastle School of Architecture, Planning and Landscape
- School of architecture and Civil Engineering - University of Bath
- University of Cambridge Department of Architecture
- University of East London - Architecture Programmes
- University of Greenwich School of Architecture and Construction
- University of Manchester - School of Planning and Landscape
- Leicester School of Architecture, University of De Montfort
- University of Sheffield School of Architecture
- University of Strathclyde

### Roumanie
- Universitatea de Architectura si Urbanism 'Ion Mincu' Bucuresti/Bucharest
- Université technique (Cluj-Napoca) - Facultatea de Arhitectura
- Universitatea Tehnica Timisoara - Facultatea de Arhitectura
- Universitatea Tehnica Iasi - Facultatea de Arhitectura
- Universitatea Spiru Haret Bucuresti - Facultatea de Arhitectura

- Universitatea din Galati - Facultatea de Arhitectura Navala «Dunarea de Jos»

### Russie
- Institut de l'architecture de Moscou
- Université du bâtiment de Moscou - Institut de construction et d'architecture (MGSU - ISA)
- Institut de l'Architecture et de l'Art de l'université fédérale du Sud (Rostov-sur-le-Don)
- Université Technique d'État de Tambov - Institut d'architecture, de génie civil et de transport

### Suisse
- École polytechnique fédérale de Lausanne, Faculté Environnement, Naturel, Architectural et Construit (ENAC), Section d'architecture (SAR), Lausanne
- École polytechnique fédérale de Zurich, Zurich, Departement Architektur (DARCH)
- Université de la Suisse italienne (USI), l'académie d'architecture à Mendrisio (AAM),
- Zürcher Hochschule für Angewandte Wissenschaften, (ZHAW), Winterthour
- Haute école de la Suisse italienne (it) (SUPSI), Trevano-Canobbio
- Haute École du paysage, d'ingénierie et d'architecture de Genève (hepia), Genève
- École d'ingénieurs et d'architectes de Fribourg, Fribourg (EIA-FR)
- École Athenaeum Europe - Architecture et Design Lausanne
- École spéciale d'architecture de Lausanne (ESAR), Lausanne
- Haute École de Lucerne
- University of Applied Sciences and Arts Northwestern Switzerland FHNW, Fachhochschule für Architektur
- École Swiss Design Center de Lausanne
- École Canvas - Design et Mode Lausanne
- Ecole, idées HOUSE , Ecole d’Architecture d’Intérieur & d’Architecture et Design, Lausanne.

### Suède
- KTH Arkitektskola
- Chalmers Arkitektskola
- LTH Arkitektskola
- Université d'Umeå

### Turquie
- Université Beykent, Faculté d'architecture
- Université des beaux-arts Mimar-Sinan, Faculté d'architecture
- Université Medipol d'Istanbul, Faculté des beaux-arts design et architecture
- Université technique d'Istanbul, Faculté d'architecture
- Université technique du Moyen-Orient, Faculté d'architecture
- Université Yeditepe, Faculté d'ingénierie et d'architecture

## Océanie

### Australie
- Queensland University of Technology, Department of architecture (Brisbane, QLD)
- Royal Melbourne Institute of Technology (RMIT), School of Architecture and Urban Design
- University of Queensland, Department of architecture (Brisbane, QLD)
- Université technologique de Sydney (UTS), Faculty of Design, Architecture and Building (Sydney, NSW)